# Abutilon grandidentatum
Abutilon grandidentatum är en malvaväxtart som beskrevs av P.A. Fryxell. Abutilon grandidentatum ingår i släktet klockmalvor, och familjen malvaväxter. Inga underarter finns listade i Catalogue of Life.